# ブリッジ (映画)
『ブリッジ』（原題：The Bridge）は、2006年に公開されたアメリカのドキュメンタリー映画。社会の禁忌としてあげられている『自殺』をテーマにしている。日本では15歳以下閲覧禁止を条件として上映された。日本語版のロゴはタイトルのジの濁点を逆につけている。

## 製作
映画を撮ったきっかけについてスティールは、2003年『ニューヨーカー』紙に掲載された『ジャンパーズ』の記事を目にしたことと、弟と妹を相次いで亡くし、その際自身が自殺を考えたことを挙げている。
観光の名所として知られるゴールデンゲートブリッジ。そこに1年間カメラを設置し、自殺者の様子をカメラに収めた。後に遺族にインタビューをし、そこから自殺を図る人々の様子を映しだそうとしている。
映画の中では24人が、橋から66メートルの高さから海面に向かって飛び降りている。
監督のエリック・スティールはこの映画を取る際、映画の宣伝効果で自殺者が増加しないように極秘に行っていた。また、橋の柵に足をかけたら管理局に通報することをルールとして定めていた。

## 構成
映画は主に橋とその周囲の日常を撮影した風景、自殺者の飛び降りるシーン、遺族や友人、目撃者へのインタビュー、遺書などから構成されている。中でもインタビューの映像が多く、自殺者の情報はインタビューの中の情報でしか語られない。自殺者の多くが精神的な病やトラブルを抱えていることがその中で分かる。